# Oratorio della Madonna della Salute (Badia Polesine)
L'oratorio della Madonna della Salute, citato anche come oratorio di Santa Maria della Salute o della Beata Vergine Maria della Salute, è un edificio religioso ubicato a Badia Polesine, comune altopolesano in provincia di Rovigo, nei pressi del complesso dell'abbazia della Vangadizza. 
Caratterizzato da un'impostazione rococò e neoclassica palladiana, venne eretto nel 1719 da Giorgio Massari su commissione della famiglia veneziana Loredan, come ex voto per la cessazione dell'epidemia di peste che, anche se marginalmente, aveva interessato la zona.

## Descrizione
L'edificio, orientato nord-sud, è a pianta ottagonale, che però integra una profonda sporgenza quasi a ricavarne un valore absidale.
La stretta facciata, caratterizzata dalla presenza di due coppie di semicolonne in ordine corinzio che sostengono il timpano, ha strette analogie con lo stile neoclassico palladiano. Su questo lato si accede all'interno tramite un portale che è sormontato da un architrave e, dopo uno spazio occupato da una lapide commemorativa, da un grande oculo a forma di lunetta. Alle semicolonne si ricollegano le due strette facciate laterali, inclinate di 45°, che recano entrambe una nicchia che ospita una statua. L'oratorio è stato restaurato e tinteggiato nel 2021 grazie a un bando Cariparo. Completa l'edificio un campanile addossato sulla parte sinistra.